# Pielgrzym (dwutygodnik katolicki)
Pielgrzym. Dwutygodnik katolicki Diecezji Pelplińskiej – czasopismo katolickie wydawane od 1989 r. w Pelplinie przez Wydawnictwo „Bernardinum”, oficjalny organ diecezji pelplińskiej.
Pismo powstało z inicjatywy ks. bpa Mariana Przykuckiego jako kontynuacja ukazującego się w Pelplinie w latach 1869–1939 czasopisma katolickiego pod tym samym tytułem (Pielgrzym). Pierwszy numer ukazał się jako tygodnik (początkowo taki był zamiar wydawców) z datą 24 grudnia 1989 r. Redaktorami naczelnymi byli kolejno: ks. Zenon Myszk (1990-1992), Stanisław Tomasz Pestka (1993-2005), ks. Tadeusz Brzeziński (2006-2013), obecnie (od nru 10 w 2013) – ks. kanonik dr Wojciech Węckowski. Pismo ma charakter regionalny o zasięgu diecezji. Początkowo obejmowało diecezję chełmińską, a od 1992 r. nowo powstałą diecezję pelplińską. Prezentuje artykuły o tematyce związanej z życiem diecezji oraz Kościoła powszechnego, porusza również tematy związane z problematyką społeczno-kulturą i regionalną.
Dodatki samoistne: „Mały Pielgrzym”, „Pielgrzym Młodych”.